# Clark megye (Ohio)
Clark megye az Amerikai Egyesült Államokban, azon belül Ohio államban található. Megyeszékhelye Springfield. Lakosainak száma 136 001 fő (2020. április 1.). Clark megye Champaign, Madison, Greene, Montgomery és Miami megyékkel határos.

## Népesség
A megye népességének változása:
| Lakosok száma | 138 943 | 138 490 | 136 435 | 136 167 | 135 959 | 136 001 |
|               | 2010    | 2011    | 2012    | 2013    | 2015    | 2020    |